# 괴즐레메

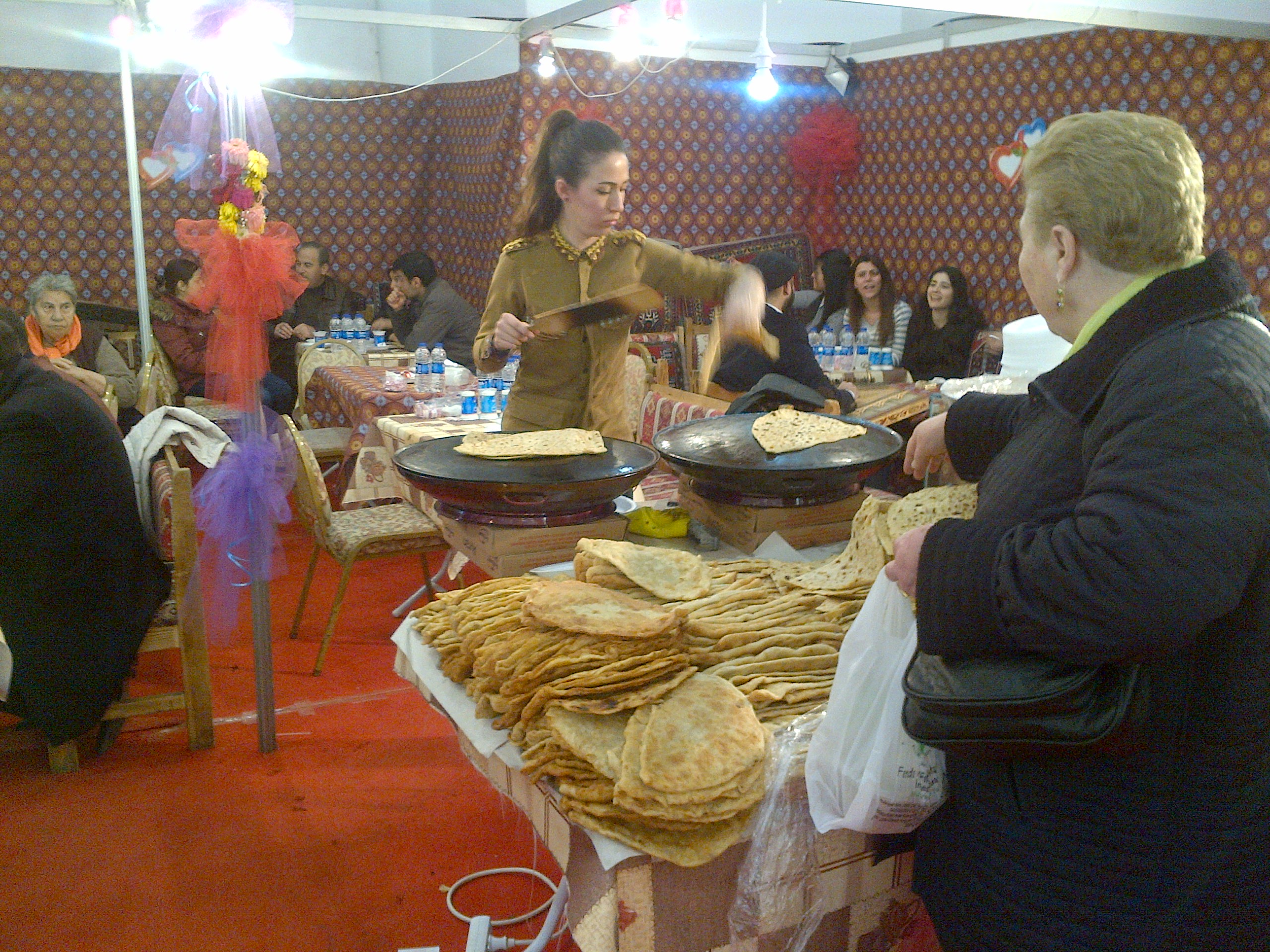
괴즐레메를 판매하는 모습

괴즐레메(gözleme)는 튀르키예 요리의 하나로서 튀르키예식 부침개이다. 도우에는 보통 이스트를 넣지 않으며 오로지 밀가루, 소금, 물만으로 만들지만 이스트가 들어간 도우로도 만들 수는 있다. 바즐라마와 비슷하지만 버터나 기름으로 살짝 두르며 바즐라마는 지방 없이 준비된다. 도우는 얇게 만 다음 여러 토핑으로 채우고 밀봉한 다음 구이판 위에 조리한다. 괴즐레메는 유프카 도우의 미리 포장된 손으로 말아놓은 잎들로 만드는 경우도 있다.

## 이미지

괴즐레메
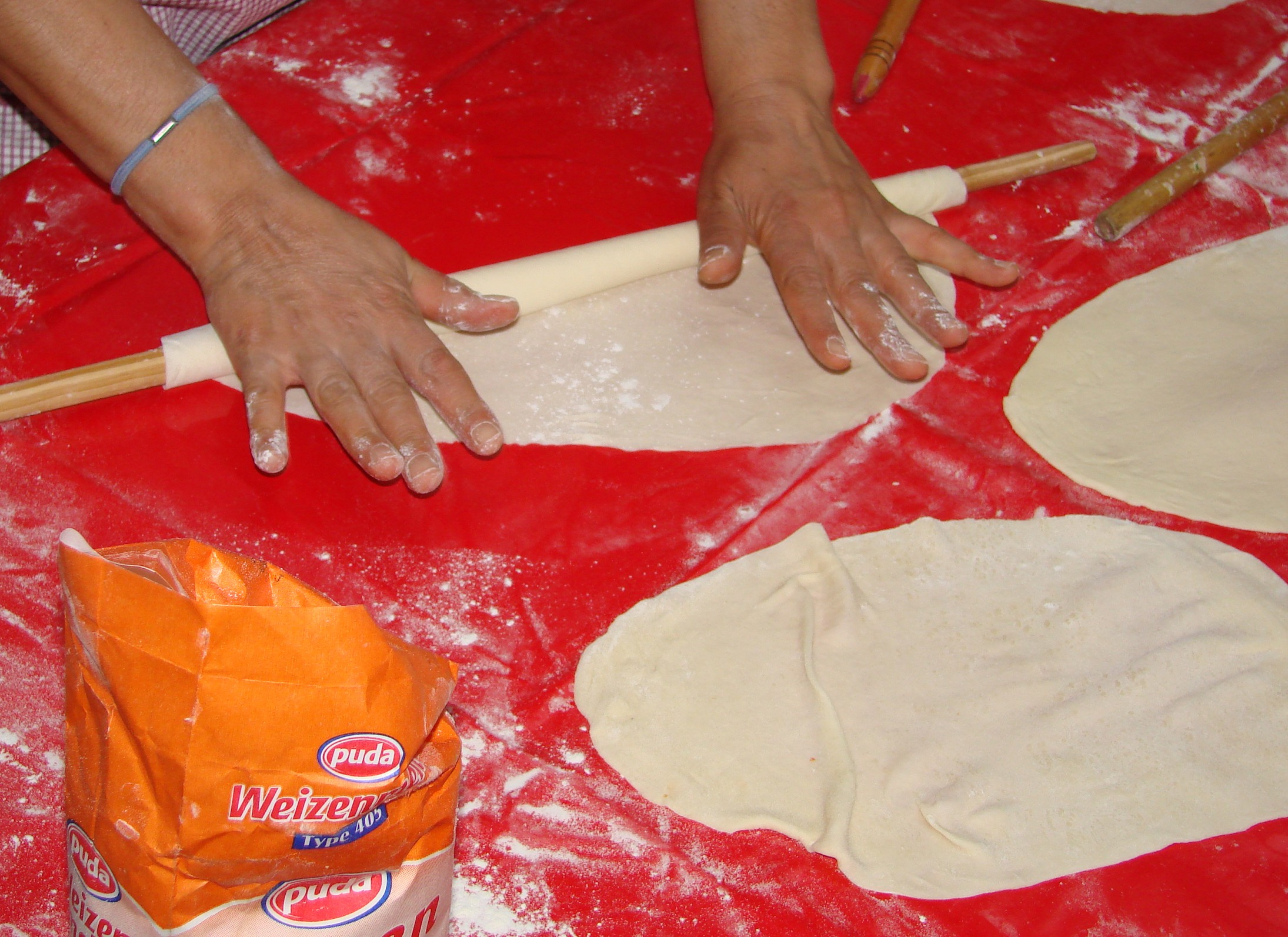
도우를 손으로 말고 있는 모습
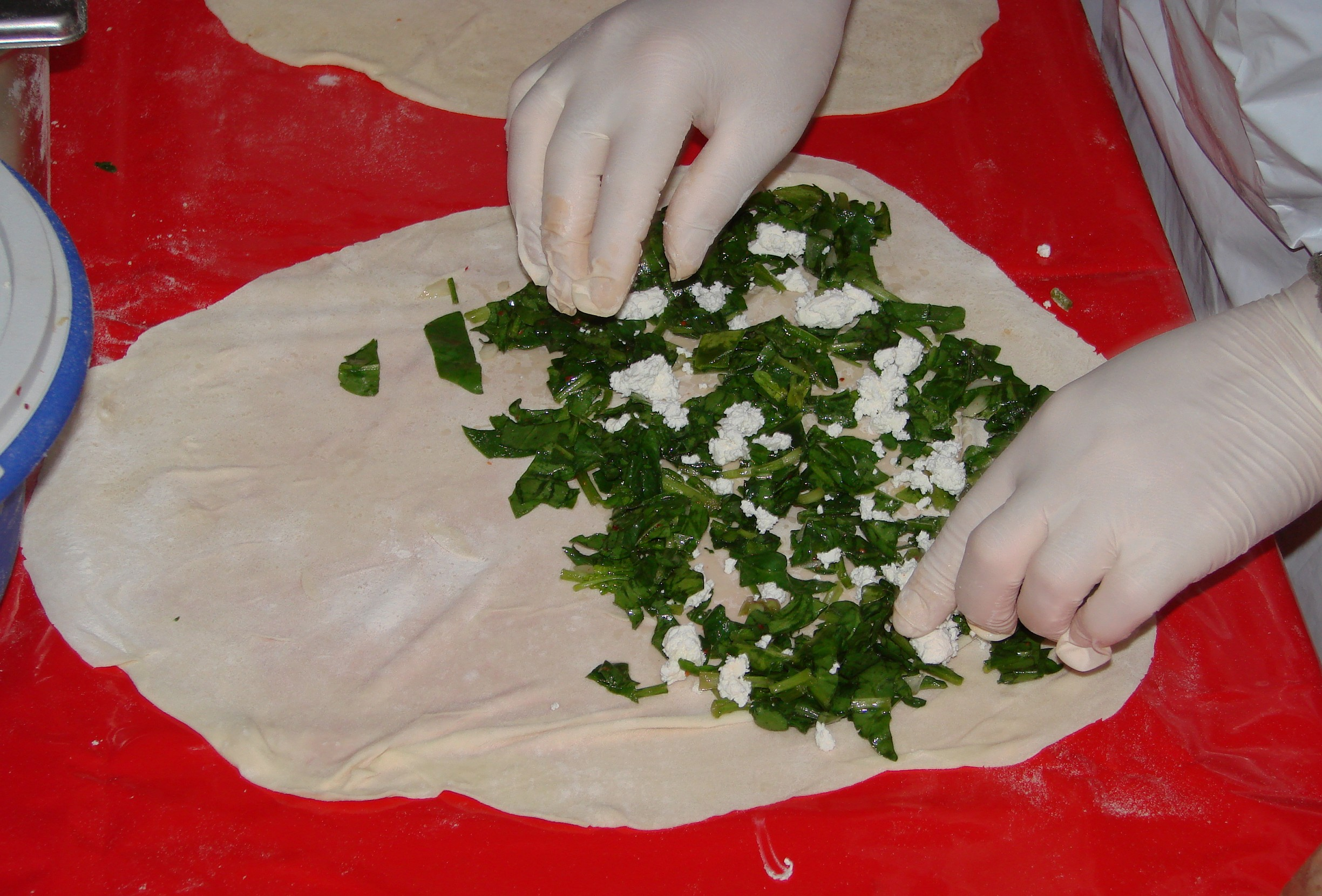
시금치, 파슬리, 튀르키예 화이트 치즈로 준비하는 모습
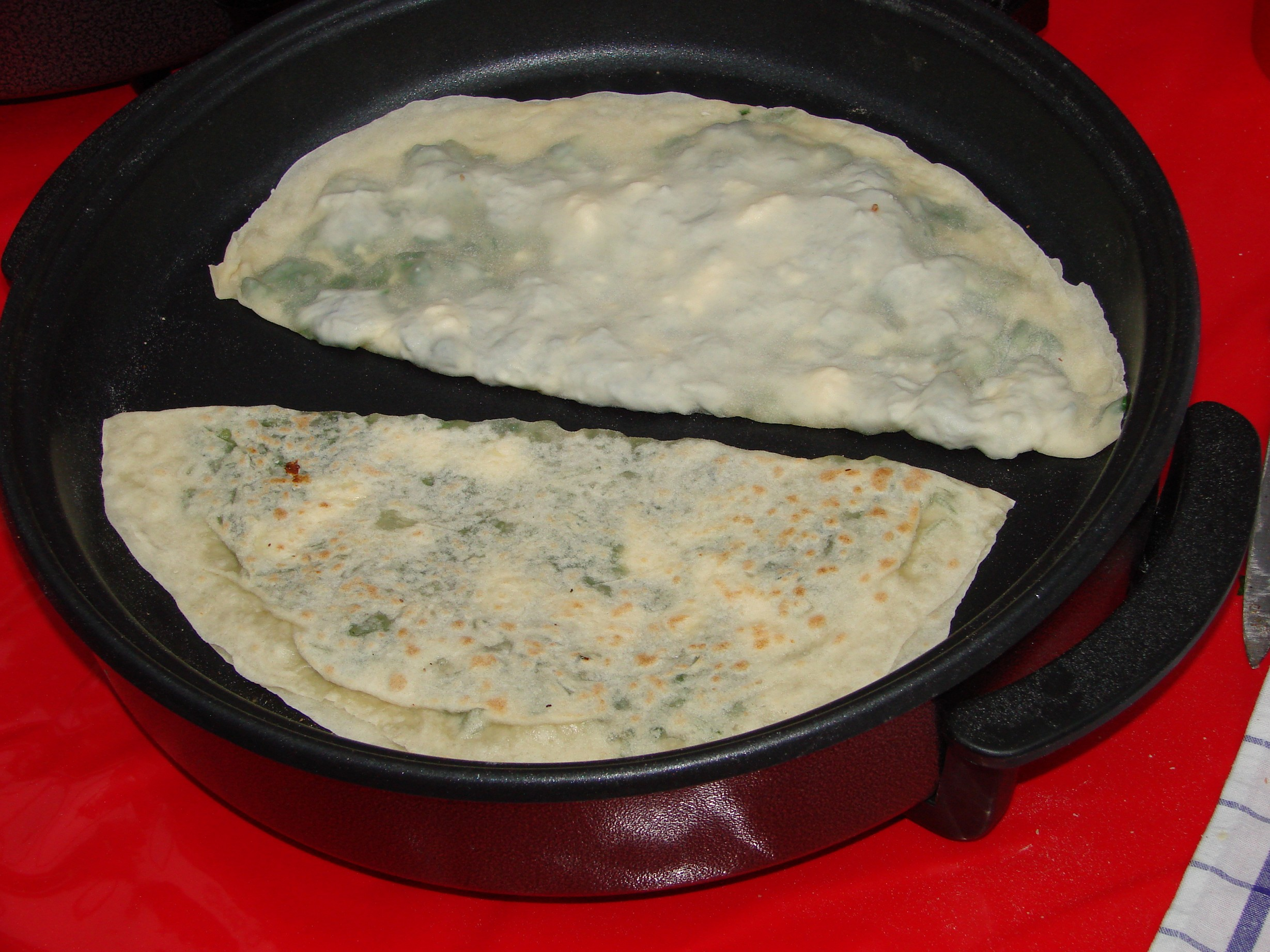
타바 위에 조리 중인 패스트리
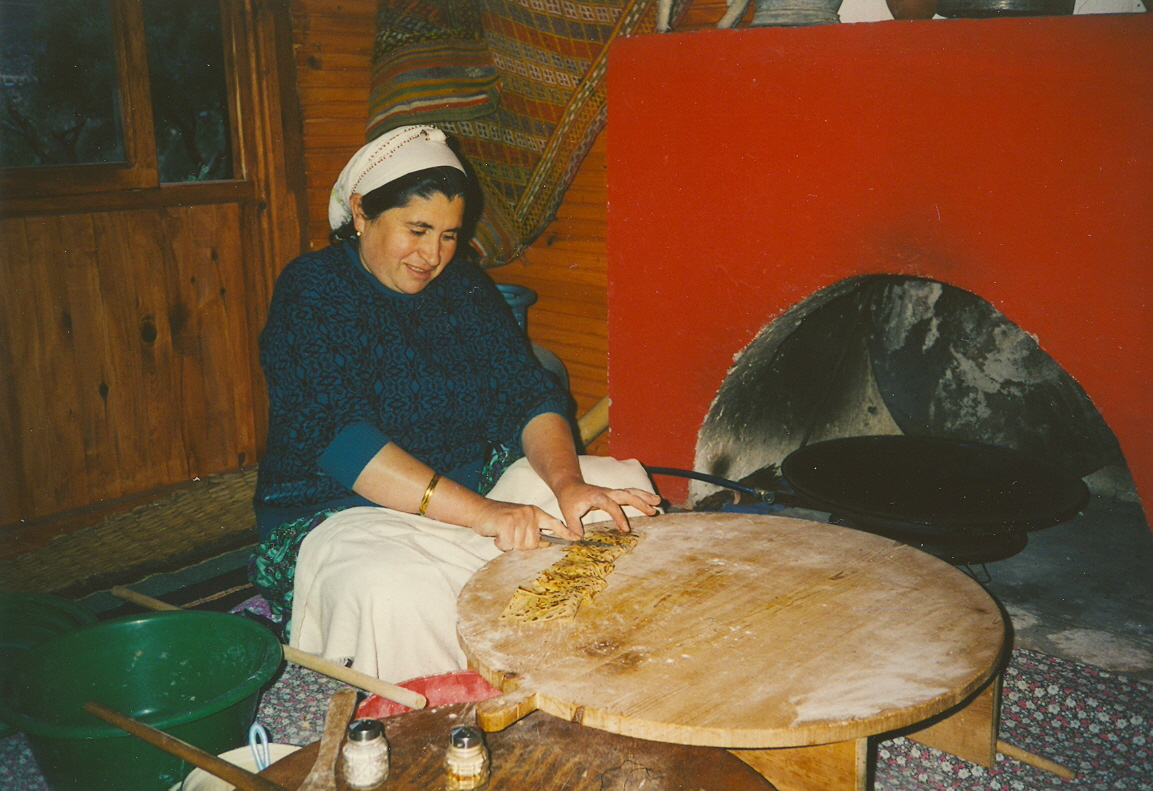
안탈리아 주변 식당에서 고즐레메를 준비하고 있다.
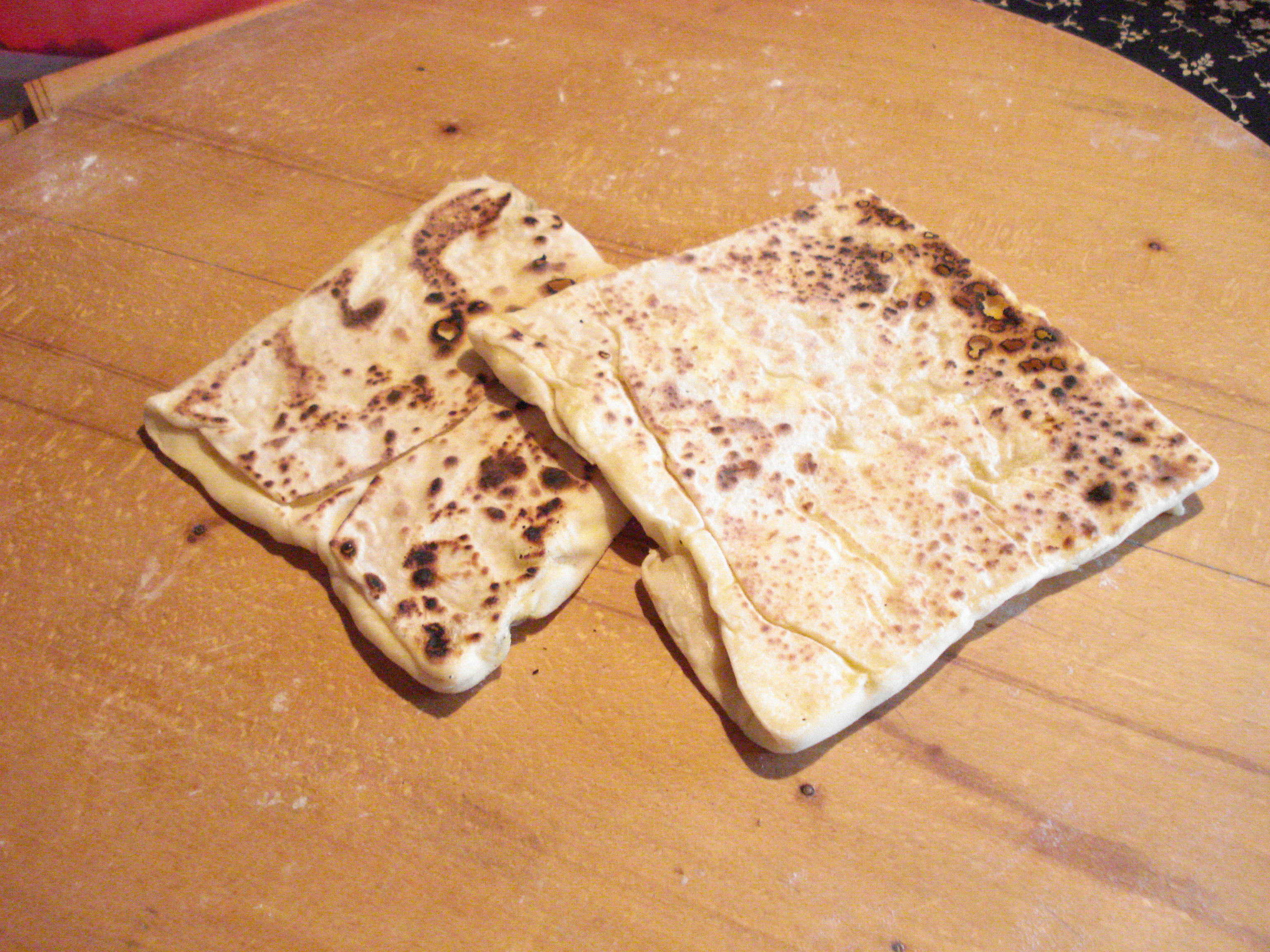
서빙 전 고즐레메가 완성된 모습
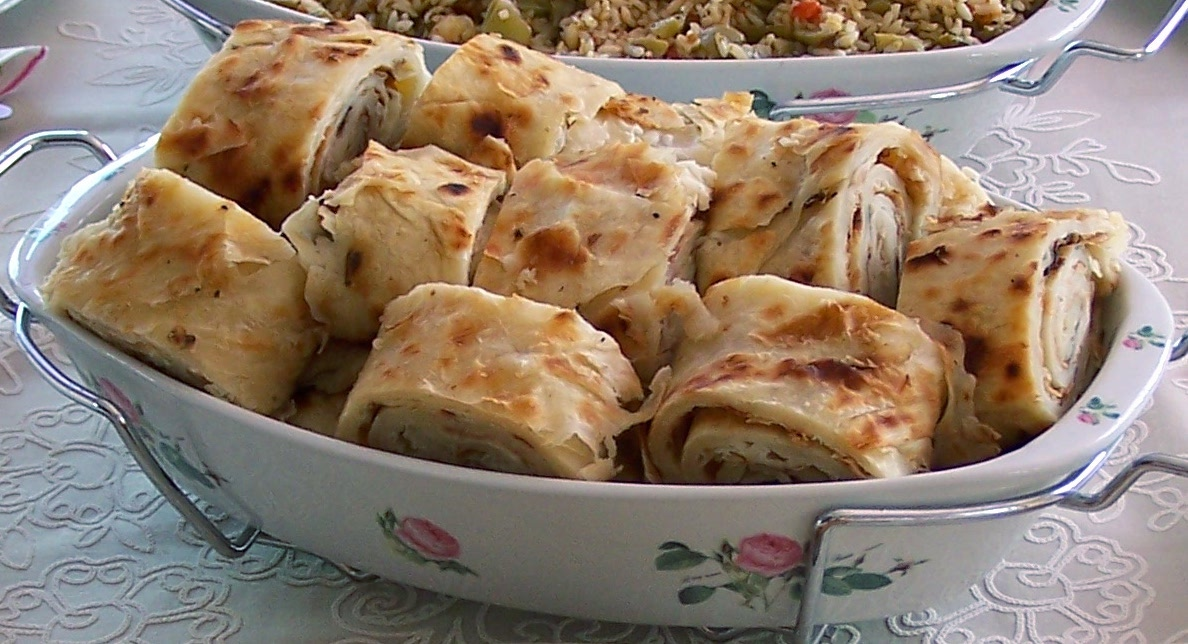
고즐레메는 추가 토핑을 넣어서 평평하게 만들 수 있다.
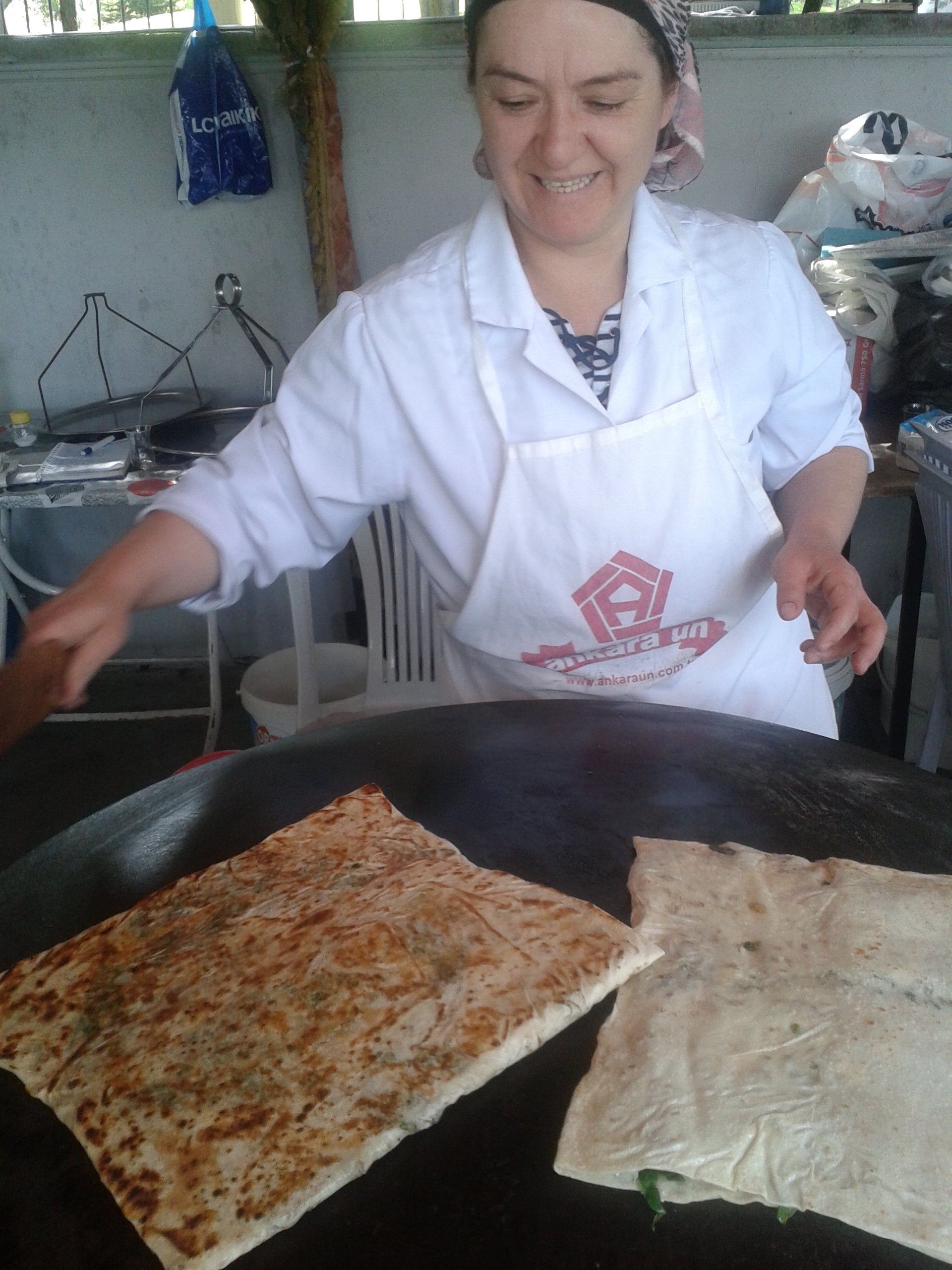
앙카라에서 고즐레메를 만드는 모습. 패스트리의 모양은 다양하다.

## 같이 보기
- 뵈레크
- 볼라니
- 크스트브이
- 구탑(영어판)